# Central Highlands
Central Highlands – jeden z regionów, na które podzielony jest stan Queensland w Australii. Powstał w marcu 2008 roku jako efekt reformy administracyjnej z roku 2007. Region zastąpił istniejące wcześniej cztery hrabstwa:
- Bauhinia
- Duaringa
- Emerald
- Peak Downs

Powierzchnia nowopowstałego regionu wynosi 59 834 km², zaś populacja 28 645 osób (2018).